# 이예림 (1995년)
이예림(1995년 5월 26일 ~ )은 대한민국의 배우이다.

## 출연작

### 영화
- 아 유 레디?(2002년)
- 코마(2005년)

### 드라마
- 안녕, 프란체스카(2005년, MBC)
- 서울 1945(2006년, KBS)
- 맨발의 사랑(2006년, SBS)
- 고스트 팡팡(2007년, SBS)
- 내 여자(2008년, MBC)

## 방송
2005년 SBS 진실게임에서 '진짜 스타 가족을 찾아라'편에서 이효리의 가짜 조카로 출연해 이효리 닮은꼴로 화제가 되었다.